# GTA (groupe)
Pour les articles homonymes, voir Grand Theft Auto et GTA.
GTA (où GTA signifiait originellement Grand Theft Audio, puis plus tard Good Times Ahead) est un duo de disc jockeys et producteurs américain composé de Matthew Van Toth (Van Toth) et de Julio Mejia (JWLS), formé en 2010.

## Biographie
Ne se restreignant pas à un seul genre de musique électronique, GTA se fait remarquer pour sa "diversité musicale". Le groupe, assez orienté vers l'electro house / house progressive à ses débuts, produit de temps à autre des morceaux à caractère hip-hop, comme sur la piste Hard House en juin 2014.
La majorité de leurs singles sortent sous le label et les sous-labels du groupe néerlandais Spinnin' Records.
Le duo atteint à deux reprises la 1re place du top 100 sur Beatport, grâce à des collaborations fructueuses avec Dimitri Vegas & Like Mike et Wolfpack (Turn it up), et avec Martin Solveig (Intoxicated).
Le titre Intoxicated se classa dans de nombreux charts nationaux, comme en France où il se hissa à la 15e place du classement réalisé par le SNEP.

## Discographie[5]

### Albums
- 2015 : DTG VOL. 1 Death To Genres [Three Six Zero/Warner Bros.]
- 2016 : "Good Times Ahead" [Warner Bros.]

### Singles / EPs
- 2011 : U&I / Next To Us EP inc. Laidback Luke Remix [Mixmash Records]
- 2011 : Hypnotism [Pssst Music]
- 2012 : Move Around (avec Diplo & Elephant Man) [Mad Decent]
- 2012 : People Boots EP [Rising Music]
- 2012 : Booty Bounce / Shake Dem [Mad Decent]
- 2013 : Ai Novinha EP [Mixmash Records]
- 2013 : Alerta [T & A Records]
- 2013 : Hit It! (avec Digital Lab, Henrix) [Size Records]
- 2013 : Landline (avec A-Trak) [Fool's Gold Records]
- 2013 : Turn It Up (avec Dimitri Vegas & Like Mike, Wolfpack) [Musical Freedom]
- 2013 : The Crowd [Fly Eye Records]
- 2013 : Booty Bounce) [Mad Decent]
- 2013 : Bola [Fly Eye Records]
- 2014 : Boy Oh Boy (avec Diplo) [Ministry of Sound (UK)]
- 2014 : Hard House (avec Juyen Sebulba) [Three Six Zero Music / Warner Bros]
- 2015 : Intoxicated (avec Martin Solveig) [Spinnin Deep (Spinnin)]
- 2015 : Intoxicated (The Remixes) (avec Martin Solveig) (inc. Wiwek & Zeds Dead Remix) [Spinnin Deep (Spinnin)]
- 2015 : Prison Riot (avec Flosstradamus, Lil Jon) [Fool's Gold / Ultra Music]

### Remixes / Edits
- 2010 : Padded Cell - Signal Failure (GTA Version) [DC Recordings]
- 2011 : CZR, ZXX, Paul Anthony - Understand (GTA Cambialo Mix) [Mixmash Records]
- 2011 : Famous Figures, Subspect - Got To Dance (GTA Remix) [Beyond Zilla]
- 2011 : Laidback Luke, Example - Natural Disaster (GTA Remix) [In & Out Recordings]
- 2011 : Blink, Gianni Marino, Metsi - Bahasa (GTA Remix) [Mixmash Records]
- 2012 : Laidback Luke, Arno Cost, Norman Doray - Trilogy (GTA Bigroom Mix) [Mixmash Records]
- 2012 : Breakdown - F_ckin' Lose It (GTA Remix) [Vicious]
- 2012 : Silver Medallion - Stay Young (GTA Remix) [Get Right]
- 2012 : Clockwork - BBBS (GTA Remix) [Mad Decent]
- 2012 : Michael Woods, Duvall - Last Day On Earth (GTA Remix) [Diffused Music]
- 2013 : Sean Paul, Congorock, Stereo Massive - Bless Di Nation (GTA Remix) [Ultra]
- 2013 : Deadmau5, Wolfgang Gartner - Channel 42 (GTA Remix) [mau5trap]
- 2013 : Bajofondo - Pide Piso (GTA Remix) [Masterworks]
- 2013 : Bart B More, The Bloody Beetroots, Tai - Spank (GTA Remix) [Ultra]
- 2013 : Kaskade, Deadmau5 - Move for Me (GTA Remix) [Ultra]
- 2013 : Kylie Minogue - Skirt (GTA Remix) [Rising Music]
- 2013 : Kaskade - Atmosphere (GTA Remix) [Ultra]
- 2013 : Kill The Noise, Brillz, Minxx - Saturn (GTA Remix) [OWSLA]
- 2014 : Destructo, YG - Party Up (GTA Remix) [Insomniac / Interscope]
- 2014 : CZR, ZXX, Paul Anthony - Understand (GTA Remix) [Peak Hour Music]
- 2015 : Galantis - Peanut Butter Jelly (GTA Remix) [Big Beat Records]
- 2015 : Giraffage - Tell Me (GTA Remix) [Fool's Gold Records]